# На слово, на слово (ТВ серија)
На слово, на слово је култна југословенска телевизијска серија за децу, снимљена у продукцији Телевизије Београд 1971. године.
Сценарио и текст популарних песама у серији писао је Душан Радовић, док је режисерка била Вера Белогрлић.
Снимљено је и емитовано 34 епизода, од којих су 5 колажи.
Серија је добила истоимени римејк 2010. године.

## Улоге
| Глумац                     | Улога            |
| -------------------------- | ---------------- |
| Милутин Мића Татић         | Мића Аћим (глас) |
| Љубиша Бачић               | Баја             |
| Милутин Бутковић           | Остоја           |
| Драган Лаковић             |                  |
| Предраг Лаковић            |                  |
| Татјана Лукјанова          | (глас)           |
| Добрила Матић              | (глас)           |
| Павле Минчић               | Паја             |
| Бранка Митић               | (глас)           |
| Лола Новаковић             | Лола             |
| Властимир Ђуза Стојиљковић | Ђуза             |
| Миливоје Мића Томић        |                  |
| Власта Велисављевић        |                  |
| Милан Панић                |                  |
| Дејан Дубајић              |                  |

Комплетна ТВ екипа  ▼
| Редитељ              | Вера Белогрлић       |                     |
| Сценариста           | Душан Радовић        | (као Душко Радовић) |
| Композитор           | Радослав Грајић      |                     |
| Композитор           | Миодраг Илић Бели    |                     |
| Композитор           | Мирко Шоуц           |                     |
| Директор фотографије | Александар Секуловић |                     |
| Директор фотографије | Милан Стефановић     |                     |
| Монтажер             | Иванка Правица       |                     |
| Сценограф            | Никола Теодоровић    |                     |
| Уметнички директор   | Слободан Рундо       |                     |
| Костимограф          | Гордана Поповић      |                     |
| Одсек за шминку      | Вера Ранковић        | шминкерка           |
| Помоћник режије      | Лепојка Јовановић    | помоћник редитеља   |

## Музика
Душко Радовић је написао текст уводне шпице и других песама које су се певале у емисији, док је музику радио Миодраг Илић-Бели.